# Sweedie's Finish
Sweedie's Finish è un cortometraggio muto del 1915. Il nome del regista non viene riportato. Fa parte di una serie di comiche che ha come protagonista il personaggio di Sweedie, interpretato da Wallace Beery travestito da donna.

## Produzione
Il film fu prodotto dalla Essanay Film Manufacturing Company, ventottesimo titolo della serie dedicata a Sweedie. Per la casa di produzione di Chicago, fu l'ultimo film della serie. L'anno seguente, Beery riprese il personaggio in Sweedie, the Janitor, una pellicola da lui scritta, diretta e interpretata che venne prodotta dalla Nestor Film Company.

## Distribuzione
Distribuito dalla General Film Company, il film - un cortometraggio di una bobina - uscì nelle sale cinematografiche USA il 10 giugno 1915.